# 6-Моноацетилморфин
6-моноацетилморфин (6-МАМ) — моноацетильное производное морфина, химическое вещество с брутто-формулой C19H21NO4, один из метаболитов героина в организме человека.

## Метаболизм в организме человека
Метаболическим предшественником 6-МАМ является героин, из которого он образуется в результате деацетилирования. Результатом дальнейшего деацетилирования является морфин. 80% 6-МАМ выводится из организма с мочой в течение суток после внутривенного употребления героина.

## Значение
6-моноацетилморфин является маркером употребления героина. Героин, в отличие от других опиатов, образует 6-МАМ в результате метаболизма.

## Определение
При судебно-химическом исследовании 6-МАМ определяется в моче и крови. Основным методом изолирования является извлечение подкислённым спиртом или водой с последующей экстракцией смесью хлороформа и гексана, после чего наличие 6-МАМ определяется методами газовой хроматографии, газожидкостной хроматографии и хромато-масс-спектрометрии.

## Правовой статус
В России 6-моноацетилморфин входит как наркотическое средство в Список I Перечня наркотических средств, психотропных веществ и их прекурсоров, подлежащих контролю в Российской Федерации (оборот запрещён).